# Daniel Medrán
Daniel Medrán González (Córdoba, 10 de julio de 1957) es un actor español de cine y televisión. Rostro habitual en las películas de los directores  Ignacio Iquino, Vicente Aranda, Carlos Benpar y Ventura Pons.

## Biografía
Nacido en Alcaracejos (Córdoba), a los 10 años se traslada junto a su familia a Barcelona. Siendo todavía menor de edad, falsifica la firma de su padre para poder ingresar en la Academia Psicoactores Studio, situada en la Avenida del Paralelo de la ciudad. En esa academia coincide con Gerardo Cruz, fotógrafo en las fotonovelas de Corín Tellado, el cineasta Jorge Grau, futuro director de La trastienda, y con Carlos Benpar, futuro director con el que trabajará en varias de sus siguientes películas.

"La primera vez que pisé un plató de rodaje fue con lquino, en De picos pardos a la ciudad (1969). Después estuve en Chico, chica, ¡boom! (1969), con el cantante de moda Bruno Lomas y dirigida por Juan Bosch, un habitual de Iquino. Luego vendría La banda de los tres crisantemos, que nunca la vi estrenada ya que fue integramente para Italia. Así hice un largo meritoriaje en diferentes películas, con pequeños papeles. Después vino un gran silencio y mi mayoria de edad, 18 años".

Debuta a los 12 años con De picos pardos a la ciudad, película de 1969 dirigida por Ignacio F.Iquino protagonizada por la actriz Mary Santpere. Ese mismo año participa en Chico, chica, ¡boom!, cinta de Juan Bosch protagonizada por el cantante y actor Bruno Lomas. Entre 1970 y 1978 filma varias películas con Ignacio F.Iquino: La banda de los tres crisantemos (1970), Aborto criminal (1973), Las marginadas (1977) y Los violadores del amanecer (1978). En 1981 participa en Soplo de esplendor, primera cinta del director Carlos Benpar con el que repetiría en las películas Escapada final (1985), Cineastas contra magnates (2005) y ¿Dónde se nacionaliza la marea? (2010). Entre 1983 y 1984 participa en Victoria!, trilogía de películas dirigida por Antoni Ribas con un amplio reparto que icluye a Helmut Berger, Xabier Elorriaga, Norma Duval, Carme Elías, Alfred Lucchetti, Teresa Gimpera, Craig Hill o Paco Rabal.
Rueda una aparición en Fanny Pelopaja de 1984 y empieza una colaboración con el director Vicente Aranda que se repetiría en títulos como El Lute: camina o revienta (1987) la serie de tv Los jinetes del Alba (1990) y Libertarias (1996). Desde 1986 con la película La rubia del bar, es rostro habitual en los films de Ventura Pons con el que ha trabajado en La vida abismal (2007), Barcelona un mapa (2007) y la reciente Miss Dalí (2018).
También ha trabajado en películas de los directores Joaquín Coll Espona, Carles Balagué o Joaquim Jordà.
En 2019 participa en La hija de un ladrón, ópera prima de la cineasta Belén Funes protagonizada por Greta Fernández y Eduard Fernández.
En 2021 estrena Volpina, una película underground sobre desamor y brujería del director Pere Koniec proyectada en el Festival de Cine de Sitges.

## Cine quinqui
Durante unos años se especializa en papeles de delincuente o criminal y formó parte del denominado Cine Quinqui con películas como Los violadores del amanecer de Ignacio F.Iquino, La cripta de Cayetano Del Real, El Lute: camina o revienta de Vicente Aranda y con dos trabajados dirigidos por José Antonio de la Loma como Yo, El Vaquilla y Tres días de libertad.

"Un dia pasé a saludar al equipo de Iquino y al cabo de tres meses me llamaron para ofrecerme el rol de "el Quinto" en Los violadores del amanecer, un personaje un poco bobo y arrastrado por su hermana (Alicia Orozco), pertenecientes ambos a una familia desestructurada y con unos amigos, más o menos en la misma linea, de ese mundo marginal. Me dieron el contrato y una navaja para que me fuese familiarizando con ella. Por lo demás, me inspiré en la vida misma".

En 1983 rueda en la Plaza Real de Barcelona una escena de la película Mal de amores de Carles Balagué en la que interpreta a un joven drogadicto que roba un bolso. La escena se filma con una cámara oculta y un transeúnte detiene al actor al creer que el robo es real.

"Yo siempre lo he dicho: quinqui, macarra,travesti, policia, guardia civil, anarquista,etc... se ve que era donde encajaba por mi aspecto fisico y no encontraba otra razón, porque soy todo lo contrario a estos personajes. Ya se va arreglando el tema. Fui propuesto a los Premios Goya hace unos años por un personaje en la pelicula de Carlos Benpar, Cineastas contra magnates (2005), hacia de Navarrete el Mudo, un discipulo de Tiziano. No prosperó la propuesta, pero ya empecé a romper esa linea de personajes, que no me arrepiento de haberlos hecho, al contrario. Más tarde hice un corto con Charo López, Contra el cristal (2012). Poco a poco vamos cambiando de registro, pero os aseguro que no he tenido nada que ver en eso, no me importaria volver a hacer estos personajes u otros parecidos, los volveria a interpretar encantado".

## Filmografía

### Cine
- De Picos Pardos a la ciudad (1968)
- Chico, chica, ¡boom! (1969)
- La banda de los tres crisantemos (1970)
- Aborto criminal (1973)
- Las marginadas (1977)
- ¿Y ahora qué, señor fiscal? (1977)
- Los violadores del amanecer (1978)
- La sombra de los gigantes (1979)
- La desnuda chica del relax (1981)
- La cripta (1981)
- Soplo de esplendor (1981)
- Los embarazados (1982)
- El fascista, doña Pura y el follón de la escultura (1983)
- Victòria! La gran aventura d'un poble (1983)
- Victòria! 2: La disbauxa del 17 (1983)
- Victòria! 3: El seny i la rauxa (1984)
- Fanny Pelopaja (1984)
- Memorias del general Escobar (1984)
- Yo, 'El Vaquilla' (1985)
- Escapada final (1985)
- El primer torero porno
- La rubia del bar (1986)
- El Lute: camina o revienta (1987)
- Andalucía chica (1988)
- Ojos sin luz (1988)
- Puta misèria! (1989)
- Mal de amores (1993)
- ¿Culpable de qué? (1994)
- Libertarias (1996)
- Tres días de libertad (1996)
- Un cos al bosc (1996)
- Tierra de cañones (1999)
- Vivancos 3 (2002)
- Nudos (2003)
- Cineastas contra magnates (2005)
- La vida abismal (2007)
- Barcelona, un mapa (2007)
- Cobardes (2008)
- ¿Dónde se nacionaliza la marea? (2010)
- Contra el cristal (2012), cortometraje
- Transeúntes (2015)
- Derangement Transtorno Mental (2016)
- Withering Rose Twice (2016)
- Miss Dalí (2018)
- Black Roses Symphony (2019)
- Jacaranda Season (2019)
- La hija de un ladrón (2019)
- Volpina (2021)
- Dejar ir (2022), cortometraje
- Madrugadas de hielo (2024)
- Muy lejos (2025)

### Televisión
- Judes Xanguet i les Maniquins (1989)
- 13 x 13 (1989)
- Pero ¿esto qué es? (1990)
- Los jinetes del alba (1990)
- Vindrem a sopar (1990)
- Andorra. Entre el torb i la Gestapo (2000)
- Ventdelplà (2005)
- Pelotas (2009-2010)